# Эфиопский шакал
Эфиопский шакал (лат. Canis simensis) — один из редчайших видов в семействе псовых. В литературе этого хищника называют также эфиопским волком, эфиопской или сыменской лисицей, эфиопским чепрачным шакалом. Подобное разнообразие названий стало следствием продолжительных сомнений относительно происхождения и систематического положения животного. Однако сейчас эфиопского шакала окончательно отделили от лисиц и отнесли к роду Canis. Недавние молекулярно-генетические исследования доказали, что эфиопский шакал происходит от волка обыкновенного. Находится на грани вымирания.

## Внешний вид
Эфиопский шакал — длинноногое и длинномордое животное; его облик более-менее типичен для семейства псовых; окрас тёмно-рыжий, со светлым (часто белым) горлом, грудью и внутренней стороной конечностей, а у некоторых особей бывают светлые пятна и на других участках тела; задняя сторона ушей и верх хвоста — чёрные. Масса самцов составляет в среднем 16 кг, а самок — 13 кг. Высота в плечах — около 60 см.

## Распространение и образ жизни
Ареал эфиопского шакала разорван на семь отдельных популяций: пять на север от Эфиопского рифта, и две наибольших — на юг (вся территория Эфиопии). Между волками, обитающими на разных сторонах долины Рифта, есть комплекс незначительных, но устойчивых различий. Таким образом ареал разделён на две практически изолированные части на протяжении части Плейстоцена.
Эфиопский шакал экологически высоко специализирован: обитает только на безлесных территориях на высоте 3 000 метров и выше, в зоне альпийских лугов; ниже, в свойственном этому району Африки жарком климате эти звери жить не могут.
Этот вид территориальный и моногамный. Молодые звери обычно остаются в местах своего рождения, объединяясь в стаи по 2—8 особей. Самки покидают территорию, на которой родились раньше самцов, и, таким образом, наблюдается численное превосходство самцов над самками.
Около 95 % рациона этих хищников составляют грызуны. Они охотятся на гигантского африканского слепыша[уточнить], вес которого может достигать 300—900 грамм, и иных представителей семейства Bathyergidae[уточнить]; а также на меньших крыс и разные виды мышей. Изредка эфиопские шакалы ловят зайцев, мелких антилоп, или детёнышей антилоп крупных видов, таких как горная ньяла. Добычу выслеживают на открытой местности, при охоте незаметно подкрадываются, пока не окажутся на расстоянии финального броска (5—20 метров). Также могут выкапывать добычу из земляных нор, или изредка подбирают падаль. Случаи охоты на домашний скот чрезвычайно редки. Народ оромо на юге Эфиопии называет этого зверя «лошадиным шакалом», из-за его повадки сопровождать беременных кобыл и коров, чтоб после родов съесть выброшенную плаценту.
Эфиопский шакал — хищник дневной, что достаточно необычно для хищников этого рода.

## Размножение
Спаривание происходит сезонно, в августе-сентябре, потомство рождается через два месяца. В выводке насчитывается от двух до шести щенков, которых кормят все члены стаи. В стае размножается обычно только альфа-пара (вожак со своей самкой). Молодёжь начинает передвигаться со стаей с шестимесячного возраста, но полностью взрослыми становятся лишь в два года.

## Экология и охрана
Из всех семи популяций только одна, в горах Бале, насчитывает более 100 особей; общая численность вида составляет примерно 600 взрослых особей. Наиболее мощные факторы, угрожающие существованию вида, — очень узкий ареал (только альпийские луга с прохладным климатом, площадь которых сокращается из-за глобального потепления), занятие подходящих для охоты территорий под сельское хозяйство, а также болезни, которыми волки заражаются от домашних собак: так, в 1990 году эпидемия бешенства сократила наибольшую популяцию (в национальном парке «Горы Бале») с 440 до менее 160 особей меньше чем за неделю. Интересно, что этот парк был создан в 1970 году именно для охраны эфиопского шакала и горной ньялы. Несмотря на то, что эфиопского шакала называют сыменской лисицей, в горах Сымен его популяция ничтожна.
Эфиопский шакал занесён в Красную книгу как вид, находящийся под угрозой; в неволе по состоянию на 2003 год ни одной особи не содержалось.
Представители народности оромо, на чьих землях эфиопский шакал в основном и живёт, особенной враждебности к нему не питают — конечно, при условии, что зверь не беспокоит их стада. Что касается других этносов, то они время от времени на эфиопского шакала охотятся, поскольку приписывают его печени целебные свойства.